# Ольшанка (Большесолдатский район)
Ольшанка — посёлок в Большесолдатском районе Курской области. Входит в Волоконский сельсовет.

## География
Посёлок находится в 58 километрах к юго-западу от Курска, в 13 километрах к северу от районного центра — села Большое Солдатское, в 5 км oт Волоконска (центр сельсовета).

## Население
| 2002 | 2010 |
| ---- | ---- |
| 13   | ↘4   |

## Транспорт
Ольшанка находится в 8,5 км oт автодороги регионального значения 38К-004 (Дьяконово — Суджа — граница с Украиной), в 2 км oт автодороги межмуниципального значения 38Н-084 (38К-004 — Волоконск), в 8 км от ближайшего ж/д остановочного пункта Деревеньки (линия Льгов I — Подкосылев).)))))))))))))))))))))))))))))))))))))))))))))))))))))))))))))))))))))))))))))))))))))))))))))))):(